# Mark Cullen (Eishockeyspieler)
Mark Daniel Cullen (* 28. Oktober 1978 in Virginia, Minnesota) ist ein US-amerikanischer Eishockeyspieler, der zuletzt bei den Dresdner Eislöwen aus der DEL2  unter Vertrag stand.

## Karriere
Mark Cullen begann seine Karriere als Eishockeyspieler bei den Fargo-Moorhead Ice Sharks, für die er in der Saison 1997/98 in der Juniorenliga United States Hockey League aktiv war. Dort wurde er in das All-Rookie-Team sowie zum Rookie des Jahres gewählt. Anschließend besuchte er vier Jahre lang das Colorado College, für dessen Eishockeymannschaft er parallel in der Western Collegiate Hockey Association spielte. Während seiner Collegezeit erhielt er ebenfalls mehrere individuelle Auszeichnungen. 

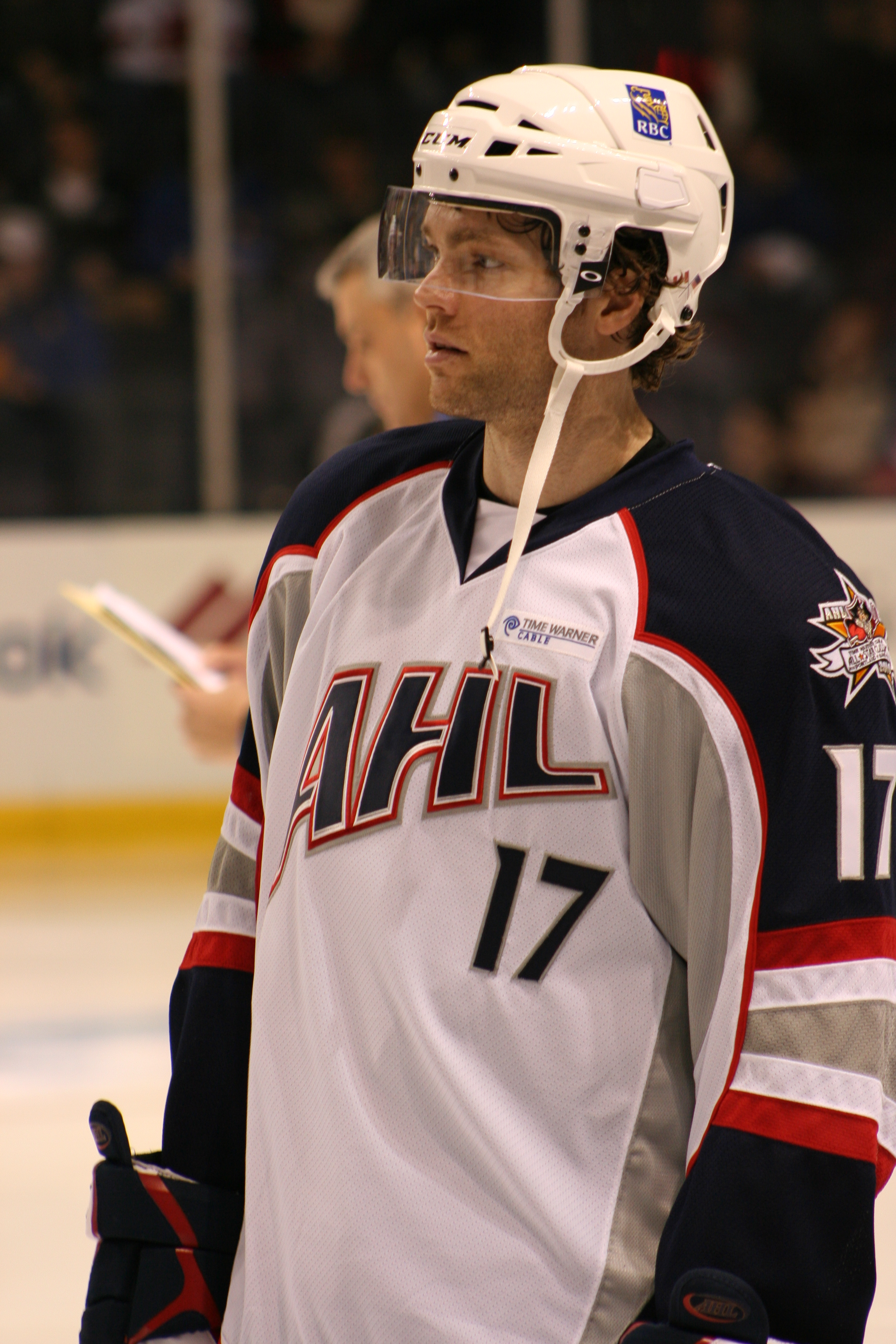
Mark Cullen beim AHL All-Star Classic 2010

Im April 2002 unterschrieb der Center einen Vertrag als Free Agent bei den Minnesota Wild aus der National Hockey League, kam in den folgenden drei Jahren jedoch ausschließlich für deren Farmteam Houston Aeros in der American Hockey League zum Einsatz, mit denen er in der Saison 2002/03 den Calder Cup gewann. Anschließend wechselte er zu den Chicago Blackhawks, für die er in der Saison 2005/06 in 29 Spielen sieben Tore und neun Vorlagen in der NHL erzielte. Erneut spielte er jedoch überwiegend in der AHL, wo er für Chicagos Farmteam Norfolk Admirals auf dem Eis stand. Als Spieler der Admirals erhielt er den Fred T. Hunt Memorial Award für beispielhafte Sportlichkeit. 
In der Saison 2006/07 lief er drei Mal für die Philadelphia Flyers in der NHL auf, kam jedoch erneut fast ausschließlich in der AHL bei deren Farmteam Philadelphia Phantoms zum Einsatz. In der Folgezeit stand er je ein Jahr lang in der AHL für die Grand Rapids Griffins, Manitoba Moose, Rockford IceHogs, Rochester Americans und San Antonio Rampage auf dem Eis. Während seiner Zeit bei den Rampage kam er in der Saison 2011/12 zudem noch einmal zu sechs Einsätzen für deren Kooperationspartner Florida Panthers in der NHL. Zur Saison 2012/13 wurde der US-Amerikaner von Witjas Tschechow aus der Kontinentalen Hockey-Liga verpflichtet. Nach 23 KHL-Partien, in denen er einen Scorerpunkt erreichte, wurde seit Vertrag im Dezember 2012 aufgelöst. Wenige Tager später wurde Cullen vom EC Red Bull Salzburg verpflichtet und kam in der Erste Bank Eishockey Liga (EBEL) in 31 Spielen auf 8 Tore und 16 Vorlagen. Im Juli 2013 verlängerte er seinen Vertrag um ein Jahr. Ein Jahr später wechselte er innerhalb der EBEL zum HC Bozen.
Im September 2015 wurde Cullen nach dem Ausfall von Marcel Rodman von den Dresdner Eislöwen aus der DEL2 verpflichtet und gehörte bei den Eislöwen zu den Leistungsträgern. Nach der Saison 2015/16 erhielt er keinen neuen Vertrag und verließ den Klub.

### International
Für die USA nahm Cullen an der Weltmeisterschaft 2006 teil. Im Turnierverlauf erzielte er in sieben Spielen ein Tor und zwei Vorlagen.

## Erfolge und Auszeichnungen
| - 1998 USHL All-Rookie Team - 1998 USHL Rookie des Jahres - 2001 WCHA First All-Star Team - 2001 NCAA West Second All-American Team - 2002 WCHA First All-Star Team | - 2002 WCHA Outstanding Student-Athlete of the Year - 2003 Calder-Cup-Gewinn mit den Houston Aeros - 2006 Fred T. Hunt Memorial Award - 2010 Teilnahme am AHL All-Star Classic |

## Statistik
(Stand: Ende der Saison 2011/12)

## Familie
Mark Cullen stammt aus einer Familie mit langer Eishockeytradition. Seine Brüder Joe und Matt sind ebenfalls professionelle Eishockeyspieler. Auch ihr Großvater Barry, ihr Onkel John sowie die Großonkel Brian und Ray waren professionelle Eishockeyspieler.